# Palmyre Roeland

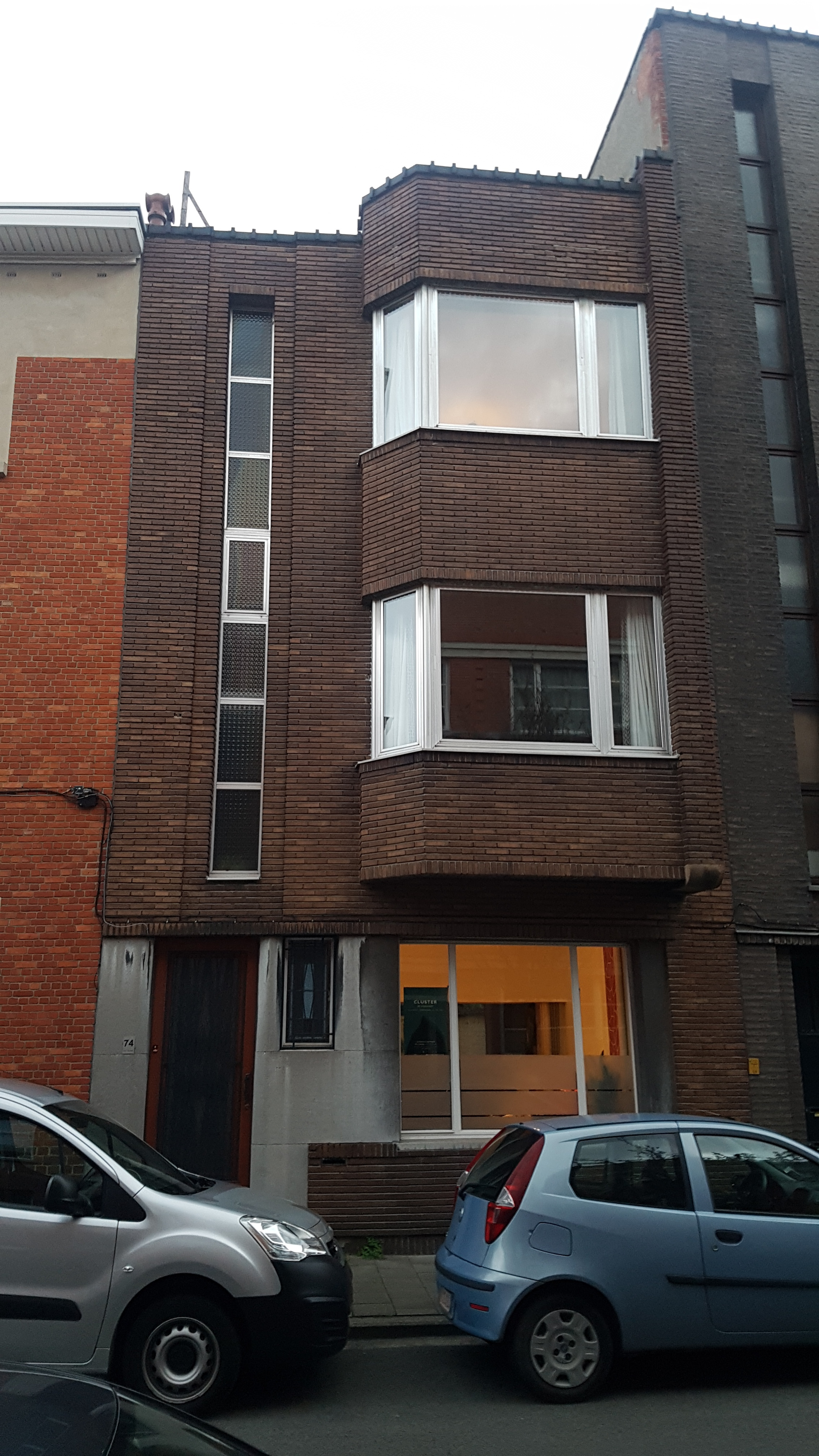
Woning Jakob Hermensstraat 74, Gent (oktober 2019)

Palmyra Elvira Roeland, (Gent, 1 januari 1881- Gent, 7 augustus 1975) was een Belgisch sopraan.
Ze was dochter van timmerman Carolus Roeland en Rosalia Mattijs. Ze kreeg haar opleiding aan het Koninklijk Conservatorium Gent en Koninklijk Conservatorium Brussel. In 1899 haalde ze daar een eerste prijs solfège en Nederlandse zang. Vanaf haar debuut in 1903 in de Koninklijke Muntschouwburg onder Sylvain Dupuis trok ze door heel België in opera's en concerten. Ze stak voor uitvoeringen ook wel Het Kanaal over voor concerten in bijvoorbeeld de Royal Albert Hall. Tijdens de Eerste Wereldoorlog gaf ze les vanuit Bristol en Londen. Na die tijd werd op artistiek vlak niets meer van haar vernomen.
Op 8 mei 1906 trouwde ze met Maurice De Preter. Rond 1933 gaf hij architect Jan-Albert De Bondt opdracht tot het bouwen van een huis aan de Gentse Jakob Heremansstraat 74, dat onder meer vanwege haar afwijkend uiterlijk ten opzichte van de andere bebouwing zou uitgroeien tot Onroerend erfgoed.